# Neil Finn
Neil Mullane Finn (Te Awamutu, 27 mei 1958) is een Nieuw-Zeelands zanger, muzikant en liedjesschrijver. Hij is de voorman van Crowded House. Nadat die groep uiteenviel, begon hij een solocarrière, en per 2007 blies hij de band weer nieuw leven in. Neil Finn is vader van twee zoons, Liam en Elroy Finn.

## Biografie
Neil Finn werd geboren in Te Awamutu op het noordelijke eiland van Nieuw-Zeeland.
Al op jonge leeftijd raakte hij door zijn muzikale ouders en zes jaar oudere broer Tim (die in de band Split Enz speelde) in aanraking met muziek. Als tiener speelde Neil in de All 'n' Some Folk Club en schreef zijn eigen muziek. In 1975 stond hij in het voorprogramma van Split Enz tijdens tour in Australië en Nieuw-Zeeland. Kort daarna vroeg Tim hem om de gelederen van Split Enz te versterken - ze hadden een nieuwe gitarist nodig.

### Split Enz
Neil bracht in Split Enz een frisse wind mee. Hij schreef een aantal hits voor de groep, waaronder I Got You. Door dat succes verwierf Split Enz in 1980 internationale faam. Het was de meest verkochte single dat jaar in Australië en bereikte ook in Nederland de hitparade.

### Crowded House & Finn Brothers
Nadat de Enz uit elkaar gingen, begonnen Neil, Paul Hester (de drummer van Split Enz), en bassist Nick Seymour een band die in eerste instantie 'The Mullanes' heette. Ze verhuisden naar Los Angeles, alwaar ze in een klein huis woonden dat de inspiratie bleek voor uiteindelijke naam van de band Crowded House. Met een platencontract van Capitol Records en producer Mitchell Froom maakte de band zijn eerste album en de succesvolste single Don't dream it's over, dat de derde plaats bereikte in de Amerikaanse Billboard in 1987.
Neil schreef ook alle nummers op het volgende album Temple of Low Men, dat in 1988 uitkwam. Daarna werkte hij samen met zijn broer aan het derde album Woodface. Broer Tim trad toe tot de band en ging mee op tournee. De single Weather with you bleek een groot succes in de hele wereld.
In de zomer van 1992/93 ging hij terug naar Nieuw-Zeeland. Hij nam er met Crowded House Together Alone op. 
Hierna werkte hij met zijn broer aan een Finn Brothers-project. Het resultaat was het album Finn in 1995. In 2004 kwam een tweede Finn Brothers-album uit, met de titel Everyone is Here.
In 1996 besloot Neil Crowded House op te heffen, en er werd een Greatest Hits-album uitgebracht met de titel Recurring Dream. Op 24 november 1996 nam Crowded House officieel afscheid met een enorm concert voor het goede doel op de trappen van het Opera House in Sydney. Zeker 120.000 mensen woonden het concert bij.
Eind 2006 blies Neil de band weer nieuw leven in. In 2007 bracht Crowded House, met nieuwe drummer Matt Sherrod, een reünie-album uit: Time on Earth. In 2010 volgde nog een album, Intriguer en in 2021 kwam de band terug in een nieuwe line-up met het album Dreamers Are Waiting.

### Solowerk
In 1998 bracht Finn zijn eerste soloalbum uit, Try Whistling This. Hij nam dit album op in New York met hulp van Sebastian Steinberg en Yuval Gabay van de band Soul Coughing. Het signaleert een ommekeer in zijn werk - van toegankelijke pop naar de wat donkerder experimentele (in elektronische zin) muziek. De titel van het album verwijst hiernaar: Neil Finn werd vaak gezegd dat hij van die aanstekelijke deuntjes schreef.
In 2001 kwam zijn tweede soloalbum uit, getiteld One Nil. Dit album werd in 2002 in de VS uitgebracht onder de titel One All. Het Amerikaanse album heeft twee andere liedjes, "Lullaby Requiem" en "Human Kindness". Het mist "Elastic heart", en het heeft een aantal opnieuw gemixte songs. Ook is de volgorde op een aantal plaatsen aangepast.
Tijdens zijn toer door Europa en de Verenigde Staten kreeg hij hulp van onder andere zijn zoon Liam Finn, Johnny Marr van The Smiths, Eddie Vedder van Pearl Jam en Lisa Germano, en live-opnames van het concert worden uitgebracht op cd en dvd met de titel 7 Worlds Collide. Op de dvd worden naast Neils eigen werk ook nummers van Pearl Jam en Johnny Marr ten gehore gebracht.
In de herfst van 2008 schreef fanclub-bobo Peter Green voor het eerst over een 7 Worlds Collide II. Later werd duidelijk dat rond de jaarwisseling van 2008/2009 de meeste muzikanten die meespeelden op 7 Worlds Collide weer bij elkaar komen, aangevuld met nieuwe gasten. In die periode zullen zij 7 Worlds Collide II opnemen; dit keer als studio-album.
Op 7 Worlds Collide: The Sun Came Out zijn onder meer te horen: Phil Selway en Ed O’Brien (Radiohead), Johnny Marr (o.a. The Smiths), Sebastian Steinberg (Soul Coughing), Jeff Tweedy, John Stirratt, Glenn Kotche en Pat Sansone (Wilco), Lisa Germano, KT Tunstall, Liam Finn, Don McGlashan en Bic Runga. Op 5, 6 en 7 januari 2009 zijn er in The Powerstation in Auckland enkele 7 Worlds Collide-concerten geweest, waar het studiowerk ten gehore werd gebracht. De wereldwijde uitgave van 7 Worlds Collide: The Sun Came Out was op 31 augustus 2009, de opbrengsten van dit project zullen geheel ten goede komen aan het werk van Oxfam International.
Eind september 2012 werd bekend dat Neil Finn de titelsong van het eerste deel van The Hobbit (van Lord of the Rings-regisseur Peter Jackson) voor zijn rekening heeft genomen. Het lied Song of the Lonely Mountain is ook door hem geschreven.

### Pajama Club, Lightsleeper en Fleetwood Mac
In 2011 formeerde Neil Finn samen met zijn vrouw Sharon en Sean Donnelly de band Pajama Club waarmee hij één album maakte. Voor de muziek van Pajama Club werd eerst de instrumentale muziek gecomponeerd waar later woorden bij werden geschreven, wat voor Neil Finn een andere schrijfstijl was dan voor zijn andere projecten.
In 2018 heeft Neil Finn samen met zijn zoon Liam Finn het album Lightsleeper opgenomen. Dat is het eerste studioalbum van vader en zoon Finn. In 2019 heeft Neil zich aangesloten bij Fleetwood Mac.

## Discografie Neil Finn
Studioalbums en losse studiosingles
- Try Whistling This, 1998
- I Can See Clearly Now, 1999 (single)
- Can You Hear Us, 1999 (single)
- One Nil, 2001
- One All, 2002 (Amerikaanse versie van One Nil)
- 7 Worlds Collide: The Sun Came Out, 31 augustus 2009
- Song Of The Lonely Mountain, 2012 (single)
- Dizzy Heights, 14 februari 2014
- Out Of Silence, 1 september 2017

Live-albums
- 7 Worlds Collide, 2001

Dvd's
- Neil Finn: Sessions at West 54th, 2000
- 7 Worlds Collide, 2001

Met Split Enz
- Dizrythmia, 1977
- Frenzy, 1979
- True Colours, 1980
- Waiata/Corroboree, 1981
- Time and Tide, 1982
- Conflicting Emotions, 1983
- See Ya 'Round, 1984
- The Living Enz, 1985 (livealbum)
- Anniversary, 1994 (livealbum)
- Live in America, 2006 (livealbum)

Met Crowded House
- Crowded House, 1986
- Temple Of Low Men, 1988
- Woodface, 1991
- Together Alone, 1993
- Recurring Dream - The Very Best Of, 1996 (verzamelalbum)
- Afterglow, 2000 (verzamelalbum)
- Time On Earth, 2007
- Intriguer, 2010
- Dreamers Are Waiting, 2021
- Gravity Stairs, 2024

Met Yothu Yindi
- Dots On The Shells, 1994 (single)

Met Finn Brothers
- Finn, 1995
- Everyone Is Here, 2004

Met Pajama Club
- Pajama Club, 2011

Met Paul Kelly
- Goin' Your Way, 2013 (livealbum)

Met Liam Finn
- Lightsleeper, 24 augustus 2018